# Troyes
Troyes es una ciudad y municipio francés situada a orillas del río Sena, en el departamento de Aube, en la región de Gran Este.

## Geografía
La ciudad, con una curiosa forma de tapón de botella, se asienta en la llanura junto al Sena. Próxima a París (121 km) y nudo de autopistas (A5, A26). También dispone de conexión por ferrocarril a París a través de la línea París-Troyes-Nancy-Mulhouse-Basilea. El gentilicio en francés de sus habitantes es troyens.

### Clima
| Parámetros climáticos promedio de Troyes (normales 1981–2010) | Parámetros climáticos promedio de Troyes (normales 1981–2010) | Parámetros climáticos promedio de Troyes (normales 1981–2010) | Parámetros climáticos promedio de Troyes (normales 1981–2010) | Parámetros climáticos promedio de Troyes (normales 1981–2010) | Parámetros climáticos promedio de Troyes (normales 1981–2010) | Parámetros climáticos promedio de Troyes (normales 1981–2010) | Parámetros climáticos promedio de Troyes (normales 1981–2010) | Parámetros climáticos promedio de Troyes (normales 1981–2010) | Parámetros climáticos promedio de Troyes (normales 1981–2010) | Parámetros climáticos promedio de Troyes (normales 1981–2010) | Parámetros climáticos promedio de Troyes (normales 1981–2010) | Parámetros climáticos promedio de Troyes (normales 1981–2010) | Parámetros climáticos promedio de Troyes (normales 1981–2010) |
| Mes                                                           | Ene.                                                          | Feb.                                                          | Mar.                                                          | Abr.                                                          | May.                                                          | Jun.                                                          | Jul.                                                          | Ago.                                                          | Sep.                                                          | Oct.                                                          | Nov.                                                          | Dic.                                                          | Anual                                                         |
| ------------------------------------------------------------- | ------------------------------------------------------------- | ------------------------------------------------------------- | ------------------------------------------------------------- | ------------------------------------------------------------- | ------------------------------------------------------------- | ------------------------------------------------------------- | ------------------------------------------------------------- | ------------------------------------------------------------- | ------------------------------------------------------------- | ------------------------------------------------------------- | ------------------------------------------------------------- | ------------------------------------------------------------- | ------------------------------------------------------------- |
| Temp. máx. abs. (°C)                                          | 16.2                                                          | 22.1                                                          | 26.1                                                          | 29.2                                                          | 33.3                                                          | 38.4                                                          | 41.8                                                          | 40.6                                                          | 35.0                                                          | 30.3                                                          | 23.0                                                          | 19.0                                                          | 41.8                                                          |
| Temp. máx. media (°C)                                         | 6.2                                                           | 7.7                                                           | 11.9                                                          | 15.2                                                          | 19.5                                                          | 22.7                                                          | 25.7                                                          | 25.4                                                          | 21.2                                                          | 16.3                                                          | 10.1                                                          | 6.7                                                           | 15.8                                                          |
| Temp. mín. media (°C)                                         | -0.1                                                          | -0.3                                                          | 2.0                                                           | 3.7                                                           | 7.8                                                           | 10.7                                                          | 12.8                                                          | 12.6                                                          | 9.6                                                           | 9.8                                                           | 3.0                                                           | 0.8                                                           | 5.8                                                           |
| Temp. mín. abs. (°C)                                          | -23.0                                                         | -17.6                                                         | -15.4                                                         | -6.2                                                          | -2.0                                                          | 0.4                                                           | 3.1                                                           | 3.0                                                           | -0.4                                                          | -7.0                                                          | -11.1                                                         | -18.0                                                         | -23.0                                                         |
| Precipitación total (mm)                                      | 50.5                                                          | 42.1                                                          | 47.7                                                          | 50.9                                                          | 61.7                                                          | 56.6                                                          | 54.4                                                          | 52.2                                                          | 53.3                                                          | 63.6                                                          | 51.2                                                          | 60.6                                                          | 644.8                                                         |
| Días de precipitaciones (≥ 1 mm)                              | 10.6                                                          | 9.2                                                           | 10.5                                                          | 9.5                                                           | 10.5                                                          | 9.3                                                           | 7.6                                                           | 7.7                                                           | 8.2                                                           | 9.7                                                           | 10.3                                                          | 11.3                                                          | 114.5                                                         |
| Horas de sol                                                  | 68.6                                                          | 88.3                                                          | 143.8                                                         | 184.8                                                         | 215.0                                                         | 229.4                                                         | 235.5                                                         | 228.2                                                         | 179.2                                                         | 123.6                                                         | 66.6                                                          | 53.6                                                          | 1816.4                                                        |
| Fuente: Météo France                                          |                                                               |                                                               |                                                               |                                                               |                                                               |                                                               |                                                               |                                                               |                                                               |                                                               |                                                               |                                                               |                                                               |

## Demografía
| 24 061 | 25 078 | 25 469 | 34 613 | 46 067 | 53 146 | 55 215 | 58 805 | 67 406 | 63 579 | 60 958 | 61 823 | 60 009 | 61 652 |
| Para los censos de 1962 a 1999 la población legal corresponde a la población sin duplicidades (Fuente: INSEE [Consultar]) |        |        |        |        |        |        |        |        |        |        |        |        |        |

| 1962    | 1968    | 1975    | 1982    | 1990    | 1999    |
| ------- | ------- | ------- | ------- | ------- | ------- |
| 103.454 | 117.441 | 130.044 | 128.728 | 126.185 | 128.948 |

## Administración y política
En el referendo sobre la Constitución Europea ganó el no con un 52,53 % de los votos.
Algunos resultados electorales recientes (primeras vueltas del sistema francés):
| Extrema izquierda | Lista de izquierda (socialistas, comunistas y otros) | Ecologistas | Dos listas de derecha tradicional | Frente Nacional | Extrema derecha |
| ----------------- | ---------------------------------------------------- | ----------- | --------------------------------- | --------------- | --------------- |
| 4,5 %             | 29,9 %                                               | 7,6 %       | 36,7 %                            | 19,4 %          | 2,0 %           |

El alcalde, François Baroin, también ha ejercido cargos parlamentarios y ministeriales.

## Economía
Según el censo de 1999, la distribución de la población activa por sectores era:
| agricultura | industria | construcción | servicios |
| ----------- | --------- | ------------ | --------- |
| 0,5 %       | 23,9 %    | 5,4 %        | 70,2 %    |

Es una ciudad industrial basada en el textil (no solo vestido –Lacoste-, también tejido para uso en la industria médica y aeroespacial),  metalúrgica y del automóvil (Michelin, Kléber), agroalimentaria (derivados del trigo, azúcar y confitería), y logística, embalaje y distribución. Desde la mitad de los años 2000, empresas textiles históricas empezaron a reinstalarse en la ciudad, como por ejemplo Petit Bateau, Le Coq Sportif ou Lacoste, que habían deslocalizado su producción en países más dinámicos económicamente.
Hoy día, el sector turístico se desarrolla de año en año, gracias a políticas locales ambiciosas de renovación urbana y de inversión en los entornos de los servicios y del cuadro de vida. Así, desde fines de los años noventa, el centro histórico de la ciudad ha sido consecuentemente renovado y peatonizado. Además, el canal de la Seine, que había sido cubierto por algunas partes, fue reabierto totalmente en el centro, estableciendo paseos y carriles bici sobre las muelles del canal.

## Historia
Aunque los hallazgos arqueológicos permiten conocer la ocupación de Troyes en la prehistoria, los primeros en dejar una huella tangible fueron los tricasses, tribu gala que aceptó la ocupación romana. Así ésta fue su capital con el nombre de Augustobona.
Fue evangelizada en el siglo III, y se atribuye a su obispo San Lobo (Saint Loup) el que no fuera destruida por Atila. Al parecer, el propio obispo ofreció su vida a cambio de salvar la ciudad.
La ciudad prosperó hasta el siglo VIII, en que sufrió los ataques de sarracenos y normandos. Pero en el siglo X ya era una de las plazas comerciales más importantes en las grandes ferias de Champaña, gracias al buen gobierno de los condes. Troyes se benefició enormemente de los intercambios comerciales, religiosos e intelectuales que siguieron hasta la Guerra de los Cien Años. En aquellos tiempos, los condes de Champagne eran muy poderosos y tenían una gran influencia sobre los entornos decisorios y comerciales.
El Renacimiento fue un periodo floreciente: la ciudad llegó a ser la quinta de Francia. La herencia del siglo XVI perdura en los edificios de la ciudad. En 1524 se produjo un gran incendio: la reconstrucción siguió los modelos del XVI, por lo que muchos edificios medievales presentan carácter renacentista. Tiene una importante concentración de edificios en madera.
En el siglo XVII se produjeron hambrunas, pero Troyes, gracias a la revolución industrial, devino la capital de la sombrerería y el textil.

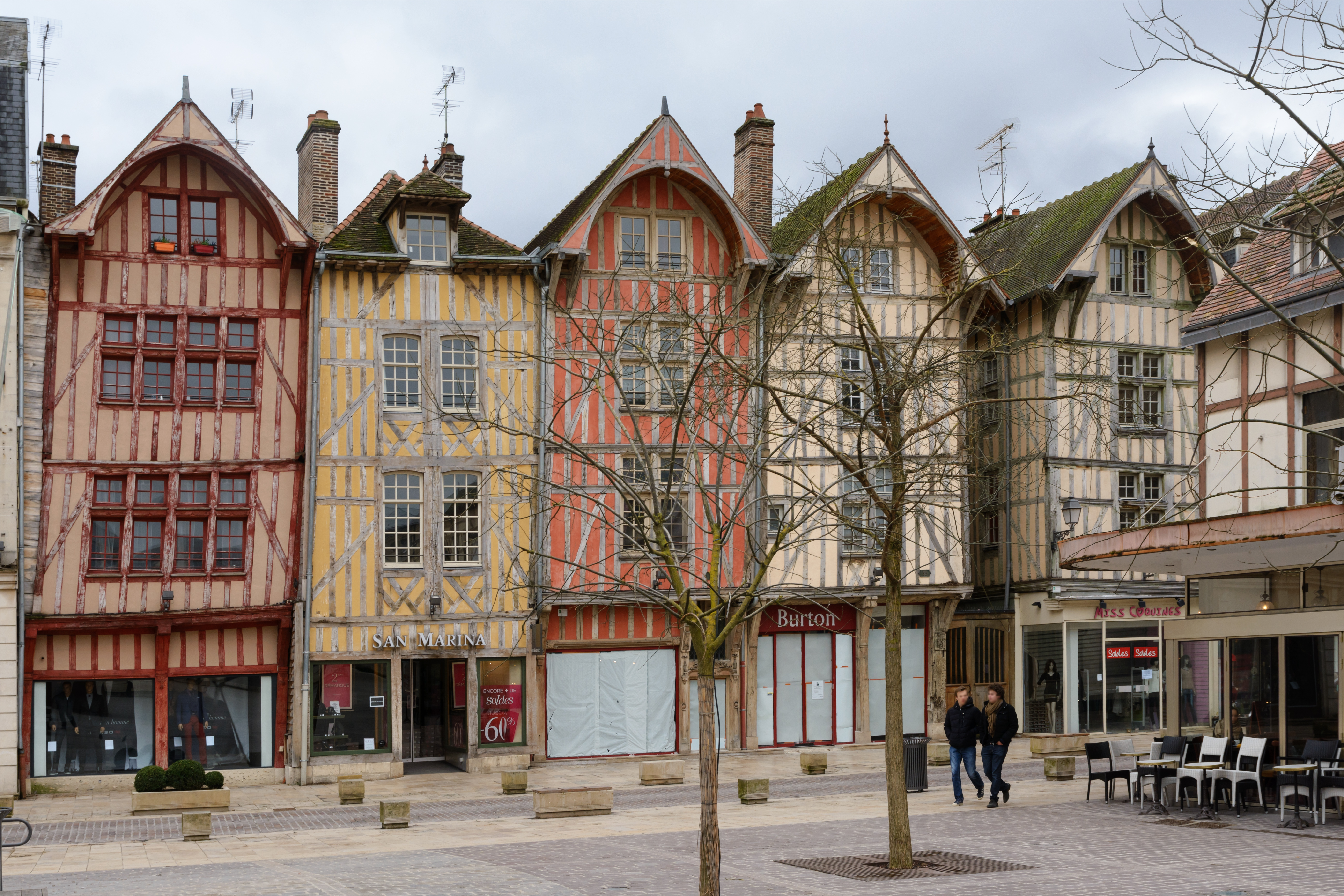
Edificios en Troyes

En el siglo XX Troyes sufrió bombardeos, pero tuvo la fortuna de mantener intacto su centro histórico en el que destaca la bella catedral gótica de San Pedro y San Pablo, que tiene particularidad de tener una sola torre.

## Deportes
La ciudad acoge al club de fútbol Espérance Sportive Troyes Aube Champagne. Participa en la Ligue 2, el segundo nivel del fútbol francés. Juega sus encuentros de local en el Stade de l'Aube.

## Hermanamientos
- Darmstadt (Alemania)